# Theatre Royal, Dublin
Theatre Royal var namnet på fem teatrar i Dublin i Irland, mellan 1662 och 1962. 
Theatre Royal 1 (1662-1787) öppnade 1662 och var verksam till 1787. Den låg vid Smock Alley och kallades därför ibland Smock Alley Theatre. Teatern fick en ny byggnad 1735. Det hade en storhetstid under 1700-talet med många berömda aktörer.  
Theatre Royal 2 (1788-1803) öppnade på Crow Street 1758 och kallades Crow Street Theatre tills det 1788 blev kunglig teater och ersatte den förra Theatre Royal. Den instabila politiska situationen gjorde att teatern var stängd efter 1803. 
Theatre Royal 3 (1821-1880) öppnade på Hawkins Street som Albany New Theatre med tvåtusen sittplatser 1820, och antog namnet Theatre Royal då det 1821 tilldelades det kungliga privilegiet. Det upplevde en storhetstid under 1800-talet och framförde även opera. Teatern brann ned 1880. 
Theatre Royal 4 (1897-1934) öppnade 1897 och uppfördes på platsen för Theatre Royal 3. Den blev särskilt känd för sin opera och musikaler. Edward VII närvarade på en föreställning år 1904. Under sina sista år fungerade den även som en biograf. Den stängdes 1934. 
Theatre Royal 5 (1935-1962) öppnade på Hawkins Street 1935 och var verksam till 1962 som både teater och biograf. 